# Claassenia tincta
Claassenia tincta és una espècie d'insecte plecòpter pertanyent a la família dels pèrlids.